# منطقه قامشلی
منطقه قامشلی (به عربی: منطقة القامشلی) یک منطقه در سوریه است که در استان حسکه واقع شده‌است. منطقه قامشلی ۴۲۵٬۵۸۰ نفر جمعیت دارد که ترکیبی از اقوام کرد، عرب و سریانی هستند.